# Carlos Sandoval
Carlos Sandoval (* 21. Januar 1928; † unbekannt) war ein guatemaltekischer Radrennfahrer.

## Sportliche Laufbahn
Sandoval war im Bahnradsport aktiv. Er war Teilnehmer der Olympischen Sommerspiele 1952 in Helsinki. Guatemala wurde mit Armando Castillo, Fernando Marroquín, Carlos Sandoval und Juan Montoya in der Mannschaftsverfolgung auf dem 21. Rang klassiert.